# Museo di Roma a palazzo Braschi
Il museo di Roma è un museo comunale di Roma, compreso nel sistema dei Musei in Comune, con sede presso palazzo Braschi, nel rione Parione, e una sede distaccata nel rione Trastevere (Museo di Roma in Trastevere).
Si articola su quindici sale al secondo piano e altre cinque  al terzo piano dell'edificio; altre sale ospitano una biblioteca, una mostra di carrozze d'epoca e sale per gli uffici del museo.

## Storia
Il museo, nella sede dell'ex Pastificio Pantanella in piazza della Bocca della Verità, fu inaugurato il 21 aprile 1930, Natale di Roma, dal direttore delle Antichità e Belle Arti del Governatorato Antonio Muñoz che ne fu anche il primo direttore. Venne poi trasferito nel 1952 nella sede attuale di palazzo Braschi.

## Percorso espositivo

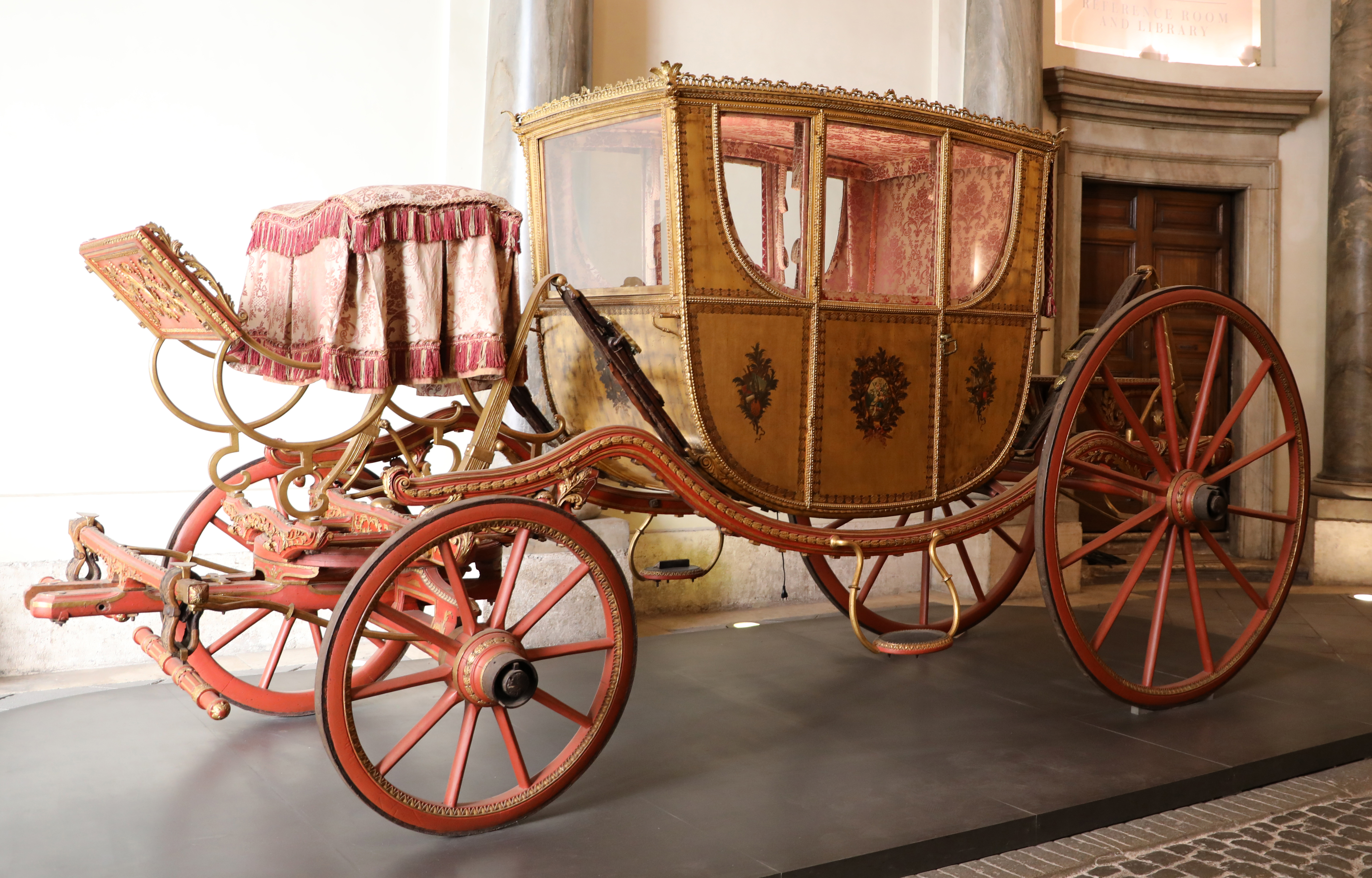
Berlina di gala (1776 circa), fatta costruire da Sigismondo Chigi per le nozze con Maria Giovanna dei Medici d'Ottaviano

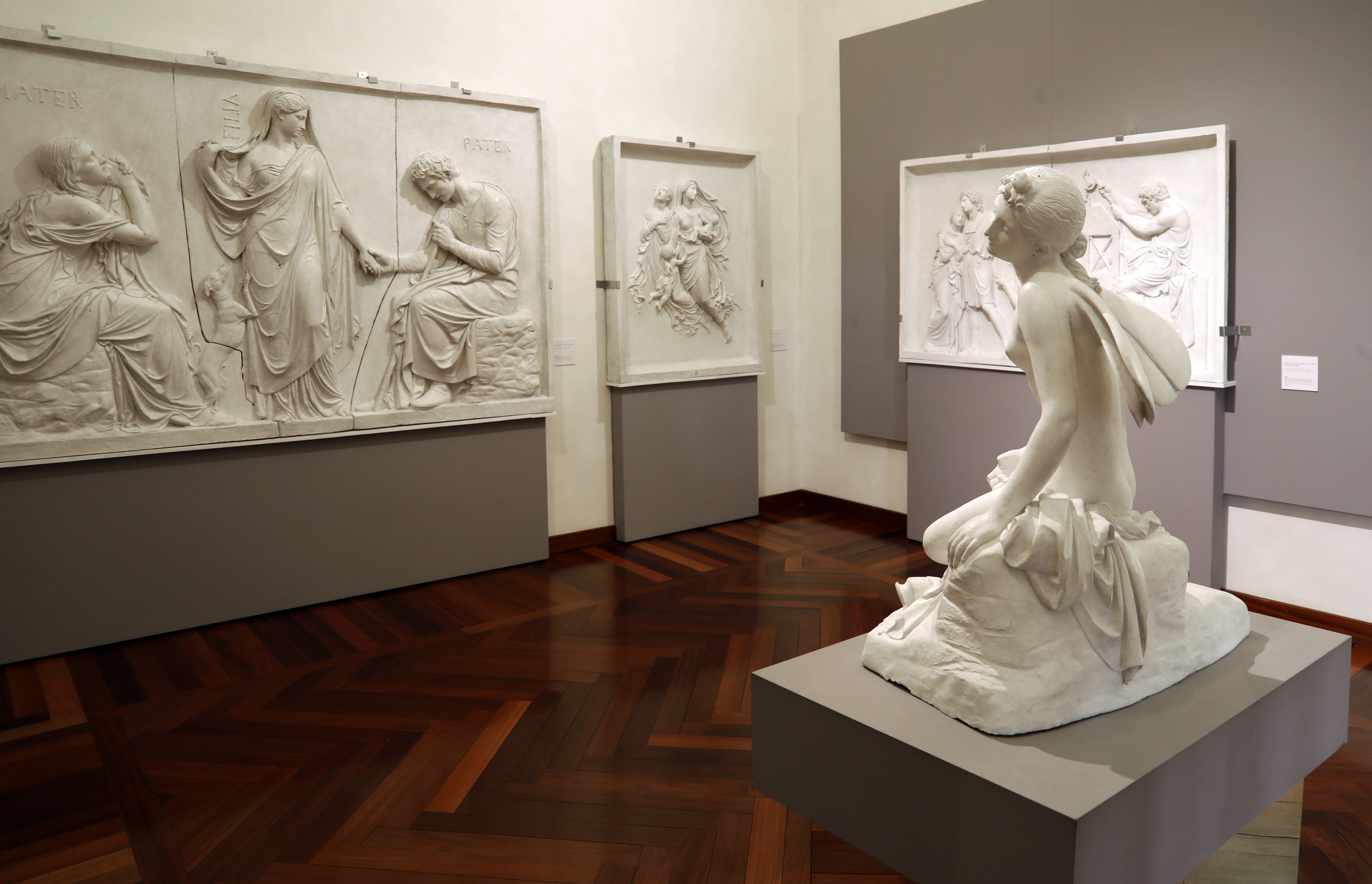
Una delle sale della gipsoteca di Pietro Tenerani

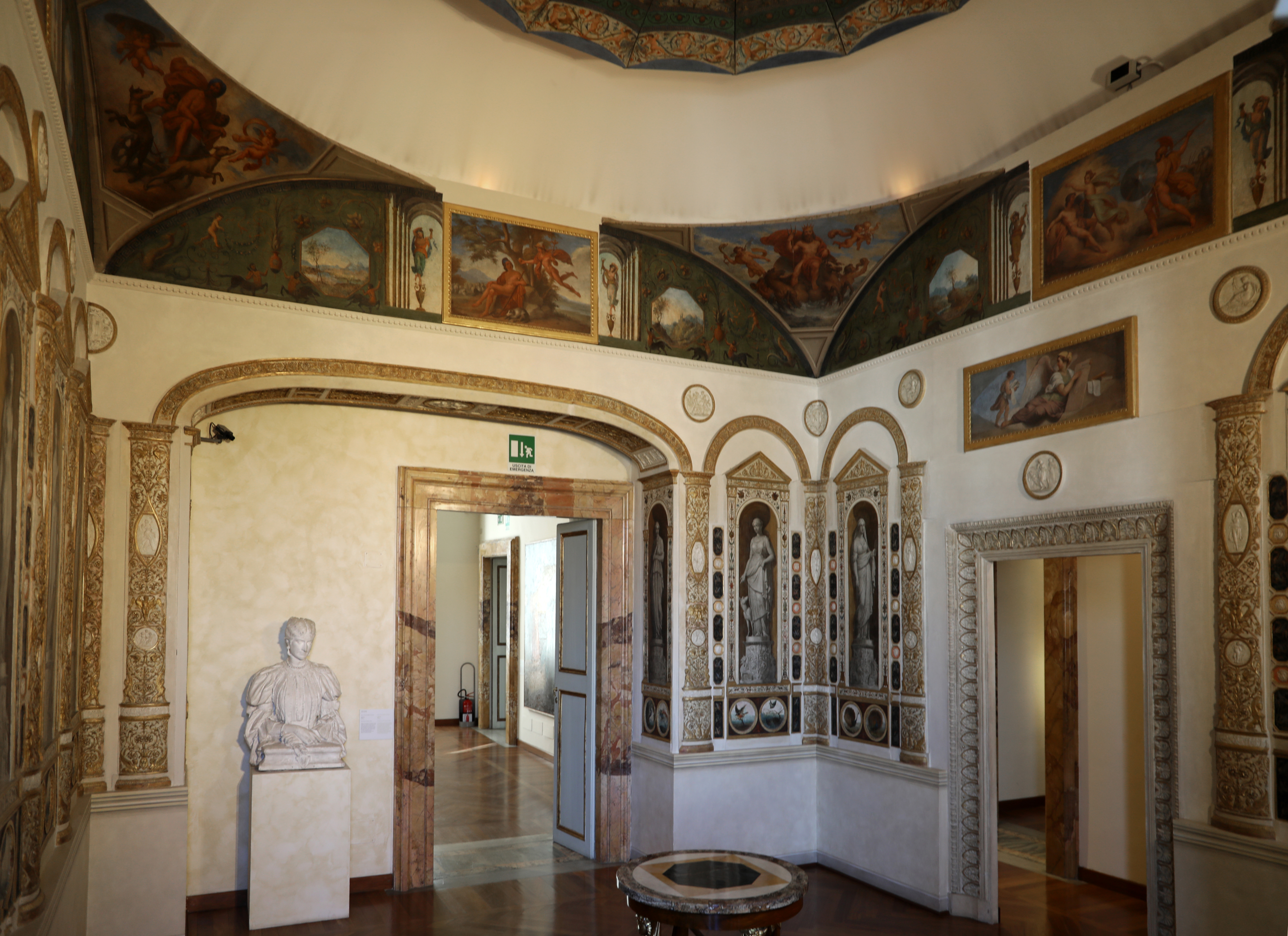
L'alcova Torlonia (1837), da un palazzo distrutto in piazza Venezia

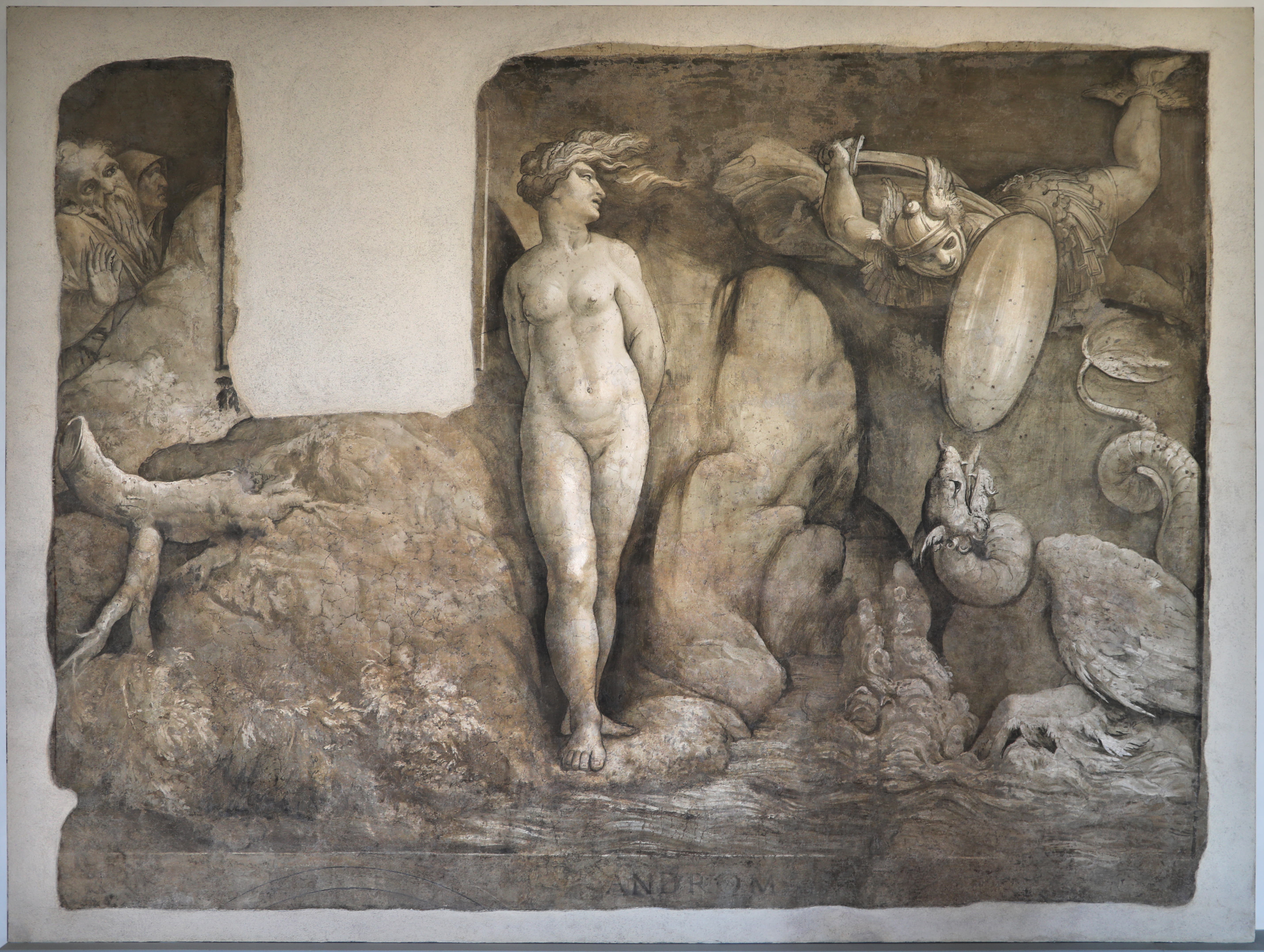
Polidoro da Caravaggio e Maturino da Firenze, affreschi dalla facciata del demolito Casino del Bufalo presso via del Tritone, 1525 circa, con Perseo che libera Andromeda

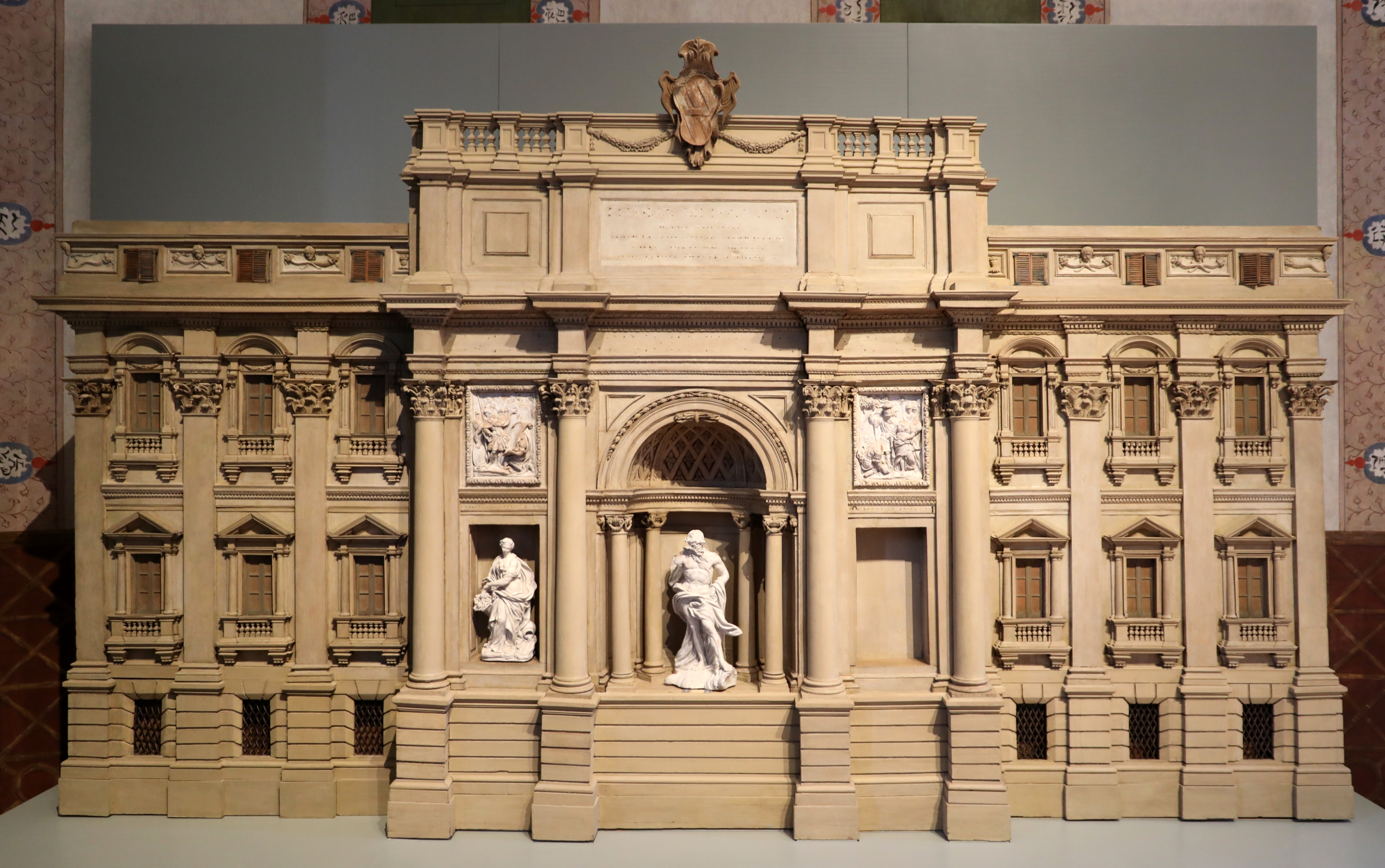
Modellino originale (tranne le statue) della fontana di Trevi, 1733-35

Il museo espone dipinti, sculture, pezzi di mobilio, un arazzo con raffigurate le api-stemma dei Barberini, due specchi artistici, due basamenti artistici per busti di statue, ceramiche e medaglie che spaziano in un periodo che spazia tra il XVIII e il XIX secolo.
Il percorso espositivo segue il seguente criterio:
- 1º piano:
  - Sale 1 e 2 - Le storie - Papa Pio VI: La città dell'antico e le grandi opere.
  - Sale 3, 4 e 5 - Le storie - La corte pontificia.
  - Sala 6 - Le storie - Il senato romano.
La sala ha il soffitto a volta con affresco a trompe-l'œil rappresentante un drappeggio.
  - Sala 7 - I luoghi - La città del "Grand Tour".
  - Sala 8 - I luoghi - Scenografie urbane.
  - Sala 9 - I luoghi - La veduta.
  - Sala 10 - I luoghi - Artisti nella capitale.
  - Sala 11 - La cultura - Il microcosmo del bello.
  - Sala 12 - La cultura - Il codice della moda.
- 2º piano:
  - Sale 1, 2 e 3 - Le grandi famiglie - I Barberini.
  - Sale 4, 5 e 7 - Le grandi famiglie - I Rospigliosi.
  - Sala 6 - Esotismo ed arti decorative - La chinoiserie o sala cinese.
Venne realizzata verso il 1850; la volta tondeggiante è adornata con motivi a grottesca e uccelli esotici. Sulle pareti sono disegnate scritte pseudo-cinesi e figure che danno il nome alla sala.
  - Sale 8, 9 e 10 - Le grandi famiglie - I Torlonia.
La sala 10 è una ricostruzione il più possibile fedele dell'alcova dell'ex-palazzo Torlonia di piazza Venezia. Sulle pareti vi sono degli affreschi raffiguranti dodici statue, le Muse; sotto ogni musa vi sono due tondi con uccelli esotici (pavoni, uccelli lira, fagiani, ecc.); per ogni angolo in alto vi è una lunetta con dipinti i quattro elementi della cosmogonia medievale: Nettuno per l'acqua; Vulcano per il fuoco; Giunone per l'aria; Cerere per la terra.
In altre lunette in alto sono raffigurate le Storie di Psiche.
Sul soffitto il Giudizio di Paride tra gli spicchi di un velario, dipinto nel 1837 da Filippo Bigioli.
  - Sala 11 - Le grandi famiglie - I Giustiniani Bandini e i Brancaccio.
  - Sala 12 - Messa a fuoco di una società - I ritratti fotografici.

Al terzo piano si trovano un'esposizione su Roma medievale e rinascimentale, con opere d'arrte provenienti da scavi ed edifici distrutti, una sulla distruzione della spina di Borgo, e una sulla Roma nelle vedute di artisti del Novecento.
Lo scalone monumentale è in stile neoclassico, ornata da nicchie con statue antiche, rilievi romani e stucchi neoclassici.
Nell'androne che collega l'ingresso da via di San Pantaleo con il cortile è esposta la Gala Sedan, una delle due carrozze commissionate da Sigismondo Chigi per il suo secondo matrimonio con Giovanna dei Medici d'Ottaiano, celebrato a Napoli il 10 novembre 1776, di proprietà del Museo di Roma dal 1950. In precedenza l'androne esponeva quattro statue di Francesco Mochi, raffiguranti il Battesimo di Cristo (Gesù e San Giovanni Battista, originariamente destinate al coro della basilica di San Giovanni Battista dei Fiorentini) e di San Pietro e San Paolo (destinate alla basilica di San Paolo fuori le mura), traslate a febbraio 2016 nella basilica di San Giovanni Battista dei Fiorentini.
Dalle finestre del lato nord si affacciano vedute su piazza Navona.